# Mary Lagresa
Mary Lagresa Bertrán (nacida el 16 de marzo de 1936 en La Plata, Argentina, fallecida el 28 de agosto de 2002, Piriápolis, Uruguay) fue una escritora argentina con profundas raíces en Uruguay.

## Infancia
De niña, la familia se estableció en Piriápolis, Uruguay, y realizó su formación secundaria en el liceo de Pan de Azúcar.

## Trayectoria

### Premios
En 1989 la Casa del Poeta Latinoamericano le otorgó el premio Zola Berretta Galli.
Su poema El trencito Chucu-Chucu obtuvo el primer premio en el Certamen Internacional de Poesía Infantil "Lilia Ramos". 
Además ganó el primer premio en el tercer concurso de poesía que realizó la Comisión de Cultura de Pan de Azúcar en 1987, y su soneto América recibió una mención en el concurso Junta Departamental de Maldonado en 1989.
Desde el 26 de mayo de 2014, la Biblioteca Municipal de Piriápolis lleva su nombre.